# Thomas Andrews
Thomas Andrews, Jr. (Comber, 7 de fevereiro de 1873 – Oceano Atlântico, 15 de abril de 1912) foi um construtor de navios britânico que trabalhou na construção de várias embarcações, mais notavelmente os três transatlânticos da Classe Olympic. Ele nasceu e cresceu em uma família rica, tornando-se aprendiz nos estaleiros da Harland and Wolff, em Belfast, ainda jovem. Andrews gradualmente subiu na hierarquia através dos anos até chegar a diretor executivo da empresa.
Andrews foi encarregado em 1908 de projetar e supervisionar a construção dos três navios da Classe Olympic da White Star Line, então os maiores já construídos na história. Estes navios destacavam-se de seus contemporâneos por seu tamanho e luxo. Como engenheiro, eles representavam a consagração de sua carreira. Andrews esteve presente na viagem inaugural do RMS Olympic em 1911 a fim de prestar atenção nos mínimos defeitos para que eles pudessem ser consertados no navio seguinte, o RMS Titanic.
O Titanic iniciou sua primeira viagem em 10 de abril de 1912 depois de muitos meses de trabalho. Andrews embarcou novamente no grupo de garantia que consistia em nove trabalhadores e engenheiros para tomar nota de todas as imperfeições do navio. Entretanto, o Titanic colidiu com um iceberg na noite de 14 de abril e ele logo percebeu que a embarcação estava condenada. Andrews participou da evacuação dos passageiros durante o naufrágio, insistindo para que eles colocassem coletes salva-vidas e direcionando-os para os botes. Muitos relatos afirmam que ele teve uma conduta exemplar naquela noite. Andrews acabou morrendo no desastre, deixando uma esposa e uma filha pequena.
O escritor Shan Bullock publicou em junho de 1912 uma biografia elogiando Andrews, enquanto a família do engenheiro construiu um memorial em sua homenagem em sua cidade natal. Seu nome e dos homens do grupo de garantia também foram colocados em um memorial erguido em 1920 em Belfast. Andrews é até hoje considerado um dos heróis do Titanic, aparecendo em várias obras relacionadas ao navio e ao naufrágio.

## Início de vida

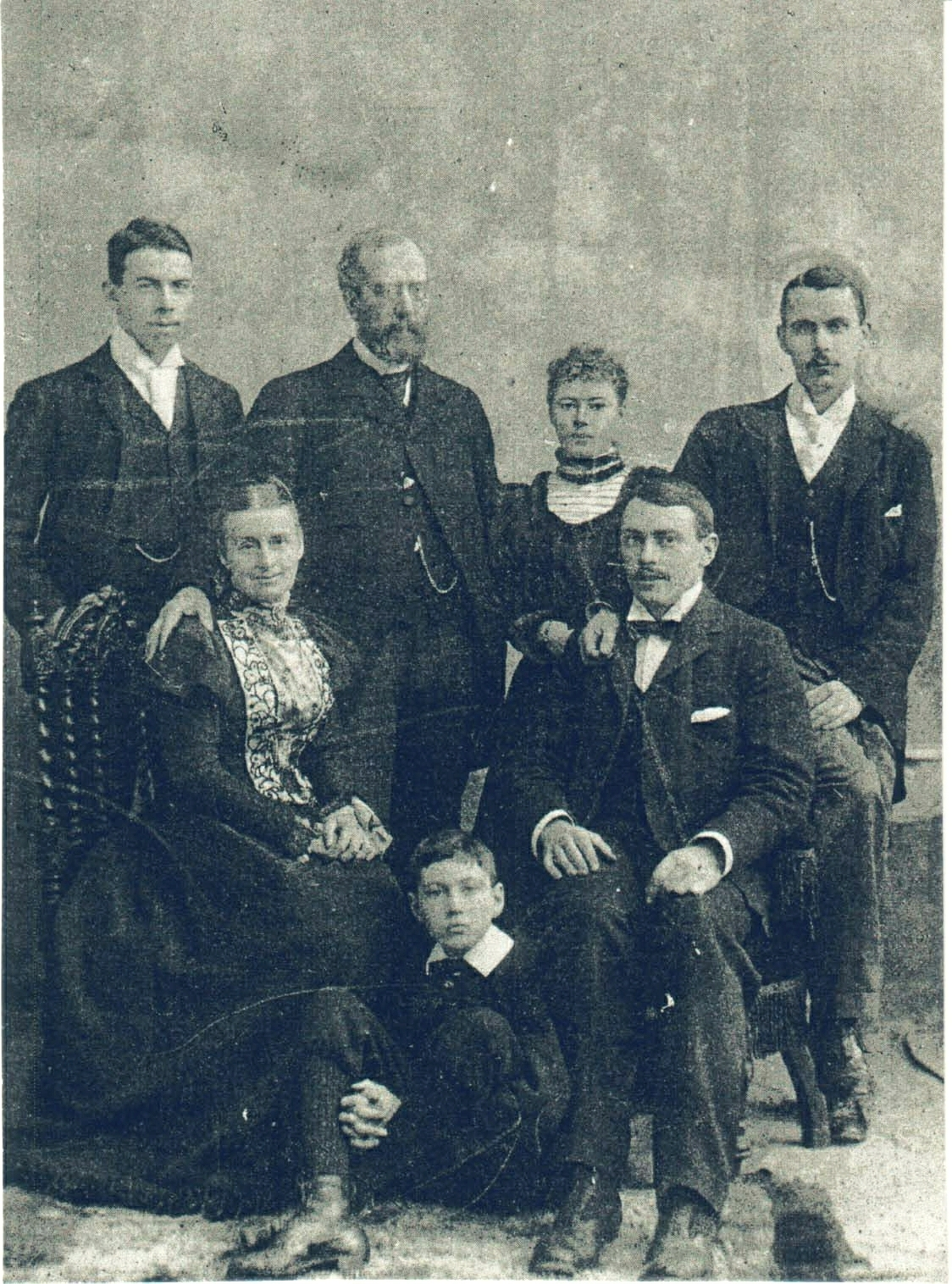
Andrews (à direita, sentado) junto com o resto de sua família c. 1895.

Thomas Andrews, Jr. nasceu na cidade de Comber, Condado de Down, Irlanda, no dia 7 de fevereiro de 1873. Era filho de Thomas Andrews e Eliza Pirrie, que haviam se casado três anos antes. Ele tinha um irmão mais velho chamado John Miller, dois irmãos mais novos chamados James e William, e uma irmã mais nova chamada Eliza. Através de sua mãe, era sobrinho de William Pirrie, principal acionista e presidente dos estaleiros da Harland and Wolff em Belfast. A família Andrews desempenhava um papel importante na vida da cidade, tendo vários membros distintos através das gerações. Seu ancestral John Andrews levantou e comandou uma patrulha de voluntários durante os tumultuados anos de 1779–82. Outro John Andrews se tornou em 1857 o xerife local; foi ele também que criou a empresa têxtil John Andrews & Co. A companhia chegou a empregar cerca de seiscentos trabalhadores, existindo em Comber até os dias de hoje. William Drennan Andrews, irmão do pai de Thomas Andrews, era o chefe da família na época de seu nascimento. William se tornou juiz do Supremo Tribunal da Irlanda em 1882 e membro do Conselho Privado do Reino Unido em 1897. Thomas Andrews também era muito próximo de seu irmão John Miller Andrews, que posteriormente se tornou primeiro-ministro da Irlanda do Norte.
Andrews, chamado de "Tom" por sua família, foi educado até os onze anos de idade por um professor particular. John Miller afirmou que seu irmão sempre esteve particularmente ciente da sorte que tinha tido por ter nascido dentro de uma família rica. Andrews foi descrito como uma criança energética, corajosa e gentil, com seus pais afirmando que ele "nunca nos causou ansiedade em qualquer momento de sua vida". Ele entrou em 1884 na Real Instituição Acadêmica de Belfast, onde seu pai e tio também tinham estudado. Andrews não foi um aluno excepcional, mas se destacou nos esportes, especialmente hipismo e críquete. Ele ganhou um pônei Shetland em um de seus aniversários e quando jovem fazia cavalgadas com frequência. O críquete era uma tradição familiar dos Andrews, com a família tendo fundado o North Down Cricket Club em 1857 e cedido o terreno onde o time joga desde então. Andrews também dedicava muito do seu tempo à criação de abelhas. Entretanto, sua verdadeira paixão eram os navios (ao contrário de seus irmãos, que adoravam política). Por essa razão, sua família carinhosamente o apelidou de "Almirante". Os Andrews tinham uma casa de campo na Ilha de Braddock, onde o jovem Thomas praticava regatas no lago Strangford.

## Harland and Wolff

### Aprendiz
Andrews deixou a escola em maio de 1889 aos dezesseis anos de idade para ir trabalhar nos estaleiros da Harland and Wolff como aprendiz. Seus pais tiveram de pagar cem guinéus para arcar com o aprendizado do filho, um valor equivalente ao preço de três cabines de terceira classe em um navio de passageiros na época. Era um trabalho difícil, dificultado ainda mais porque seu tio Pirrie decidiu não fazer favoritismo com o sobrinho. Andrews subiu dentro da empresa graças às suas habilidades e esforços.
Todas as manhãs ele acordava às 4h50min para chegar no trabalho pontualmente às 6h. Seus primeiros três meses foram passados dentro de um depósito de carpintaria, em seguida passou um mês trabalhando na área de construção de móveis e outras instalações de bordo. Andrews então foi para o depósito principal da Harland and Wolff onde ficou por dois meses, seguido por cinco meses nos estaleiros navais, dois no sótão de moldes e dois com os pintores. Seguiram-se oito meses com os ferreiros, seis com os instaladores, três na companhia dos fabricantes de modelos até finalmente oito meses na forja. Andrews entrou em junho de 1892 no escritório de desenho técnico, onde aprendeu sobre o desenvolvimento dos projetos dos navios. Ele demonstrou grandes capacidades nessa última área e rapidamente ficou responsável por esse escritório. Andrews recebeu em fevereiro de 1893 a supervisão dos trabalhos de construção do SS Mystic, também apresentando no mesmo ano os projetos do SS Gothic da White Star Line. Durante 1894 ele se tornou o segundo administrador dos reparos do SS Coptic, que havia colidido com outro navio em Liverpool. Andrews conheceu o diretor executivo da Harland and Wolff em novembro do mesmo ano para discutir a restauração do SS Germanic. Ele então tinha apenas 21 anos de idade, porém já tinha uma carreira promissora pela frente. Andrews passou um total de dezoito meses dentro do escritório de desenho técnico, onde concluiu seus cinco anos como aprendiz.

### Construção naval
Andrews continuou a trabalhar com os engenheiros depois de seu período de aprendizagem, realizando diferentes funções entre 1896 e 1900. Ele em seguida se tornou diretor de exteriores e responsável pelo departamento de reparos. Nessa capacidade ele supervisionou a reconstrução do SS Chine, que havia sofrido um acidente em Perim, e do SS Paris, que havia encalhado em algumas rochas submersas ao longo da Cornualha. Andrews também esteve envolvido na expansão do SS Scot e do SS Augusta Victoria, cortando-os ao meio e inserindo uma seção totalmente nova.

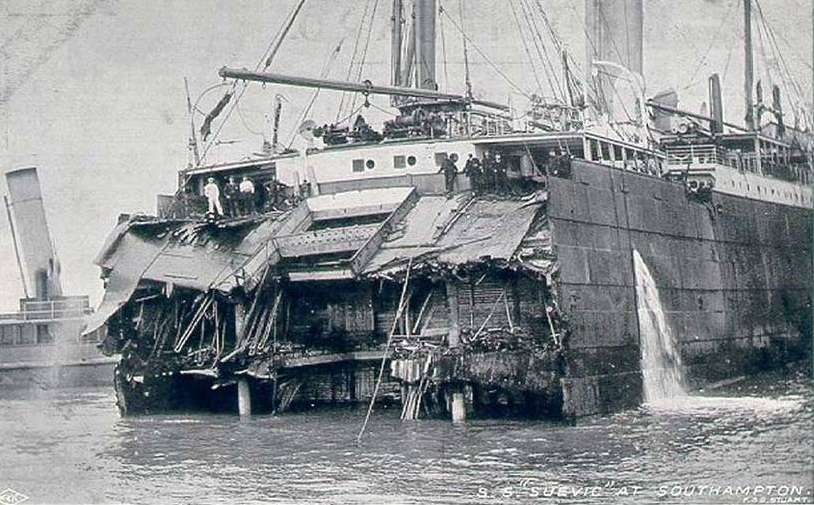
A proa danificada do Suevic, reparada por Andrews em 1907–08.

Depois de sucessivos anos de promoções, Andrews tornou-se em 1901 membro do Instituto de Engenheiros Navais. Em 1904 ele foi nomeado vice-diretor do escritório de desenho técnico e e no ano seguinte foi promovido a diretor executivo da Harland and Wolff. Andrews agora era responsável pelos projetos e supervisão de todos os navios que estavam no estaleiro. Ele tinha então apenas 32 anos de idade e treze anos de experiência na área. Andrews trabalhou em várias embarcações de 1899 a 1912. Muitas pertenciam a White Star Line, como o RMS Celtic, RMS Cedric, RMS Baltic, SS Laurentic, SS Megantic e RMS Adriatic. Mais notavelmente ele trabalhou nos reparos do SS Suevic. O navio tinha sido construído em 1901 e acabou batendo em rochas em 1907; a White Star queria economizar dinheiro e tentou recuperá-lo ao invés de simplesmente desmontá-lo. No entanto, para libertar o Suevic, as equipes de resgate tiveram de cortar fora sua proa. A Harland and Wolff acabou recebendo o contrato para reparar o navio, com Andrews ficando encarregado dos projetos. Foi a maior operação de reconstrução naval da história até então e um enorme feito técnico, com a embarcação ficando pronta para o serviço dezoito meses depois, em 1908. Fora dos navios da White Star, ele também trabalhou em embarcações pertencentes a outras companhias como a Holland America Line, Aberdeen Line e Red Star Line.

### ClasseOlympic
Pirrie e Joseph Bruce Ismay, presidente da White Star Line, decidiram em 1907 construir três navios grandiosos para competir contra o RMS Mauretania e o RMS Lusitania da rival Cunard Line. A Harland and Wolff construía todas as embarcações da empresa desde que ela fora comprada em 1867 por Thomas Henry Ismay, então foi natural que eles participassem do projeto, mesmo com nenhum contrato tendo sido assinado entre as duas partes, apenas uma carta de acordo. Andrews e Alexander Carlisle, cunhado de Pirrie, ficaram encarregados do projeto como os engenheiros chefe. Os três navios eram para ser os maiores e mais luxuosos já construídos na história. Eles eram o Olympic, Titanic e Gigantic (depois renomeado para Britannic) que juntos formavam a Classe Olympic de transatlânticos. Carlisle acabou se aposentando em 1910 e Andrews ficou como o único encarregado da construção.

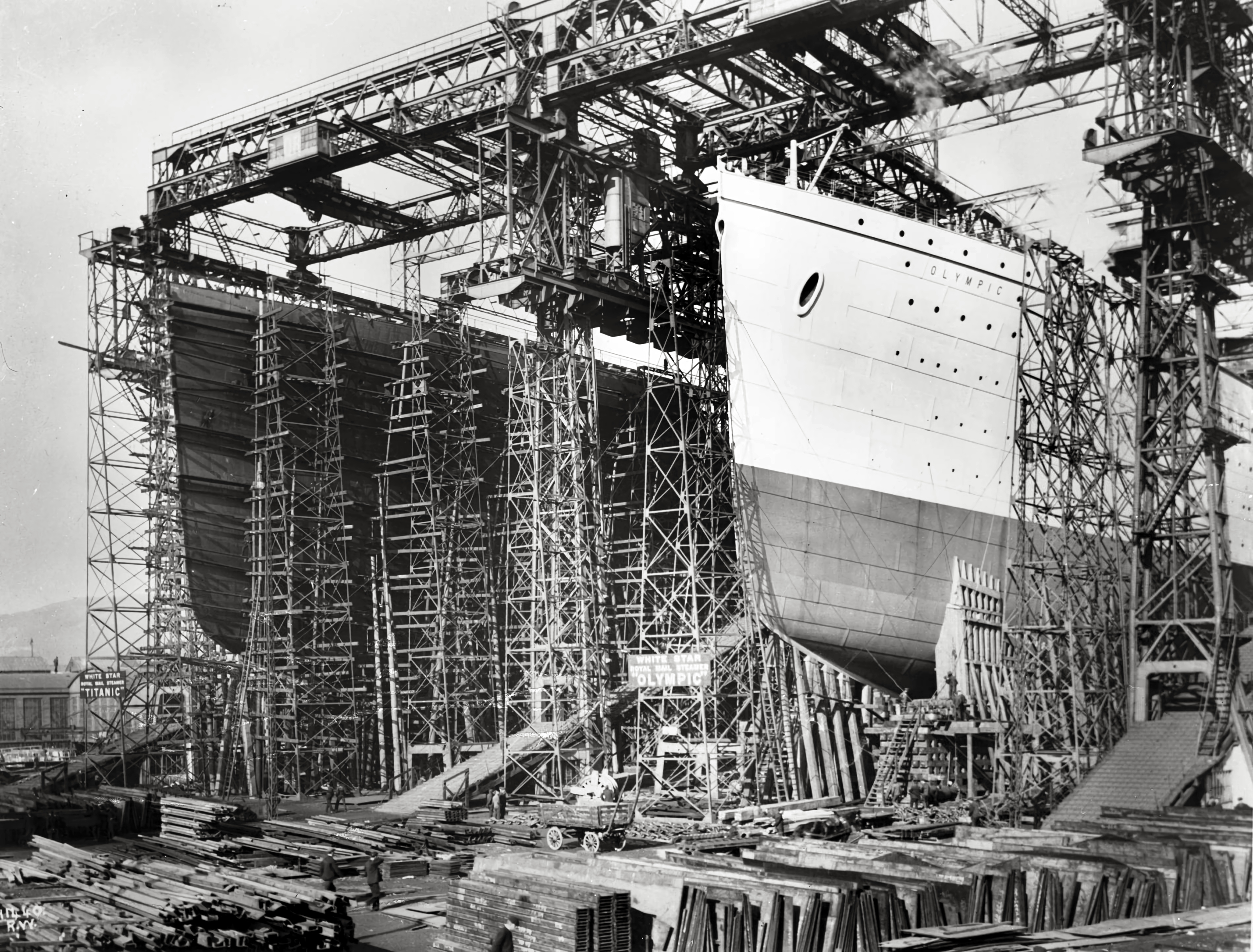
O Titanic (esquerda) e o Olympic (direita) em construção, 1910.

Todos no canteiro de obras do Olympic e do Titanic concordavam que Andrews era um chefe respeitado e valorizado. O biógrafo Shann Bullock afirma que um dos trabalhadores o descreveu como "um líder pensativo e sempre um bom amigo". Sua esposa Helen também disse que Andrews tinha uma relação especial com seus funcionários porque ele os considerava como irmãos. Certa noite, enquanto o casal caminhava pela Harland and Wolff, eles encontraram um grupo de trabalhadores que estavam voltando para casa, fazendo com que Andrews exclamasse: "Nellie, esses são meus amigos". A situação ocorreu novamente algum tempo depois e Helen Andrews lembra do marido afirmando que "Sim, eles realmente são amigos". Saxon Payne, secretário de Pirrie, comentou após o naufrágio do Titanic que "Esse amor não era uma exceção, todos nós o amávamos".
O Olympic foi lançado ao mar em outubro de 1910 e realizou sua viagem inaugural em junho de 1911. Andrews esteve a bordo nessa viagem, assim como havia feito no RMS Oceanic e RMS Adriatic, com o objetivo de identificar possíveis problemas, melhorias que poderiam ser implementadas e observar os aspectos técnicos da navegação. Ele tomava nota em seu caderno de todos os mínimos detalhes do navio, até mesmo de coisas que poderiam parecer insignificantes para outras pessoas, como a falta de porta-esponjas ou a localização dos espelhos nas portas das cabines.

## Titanic

### Preparação

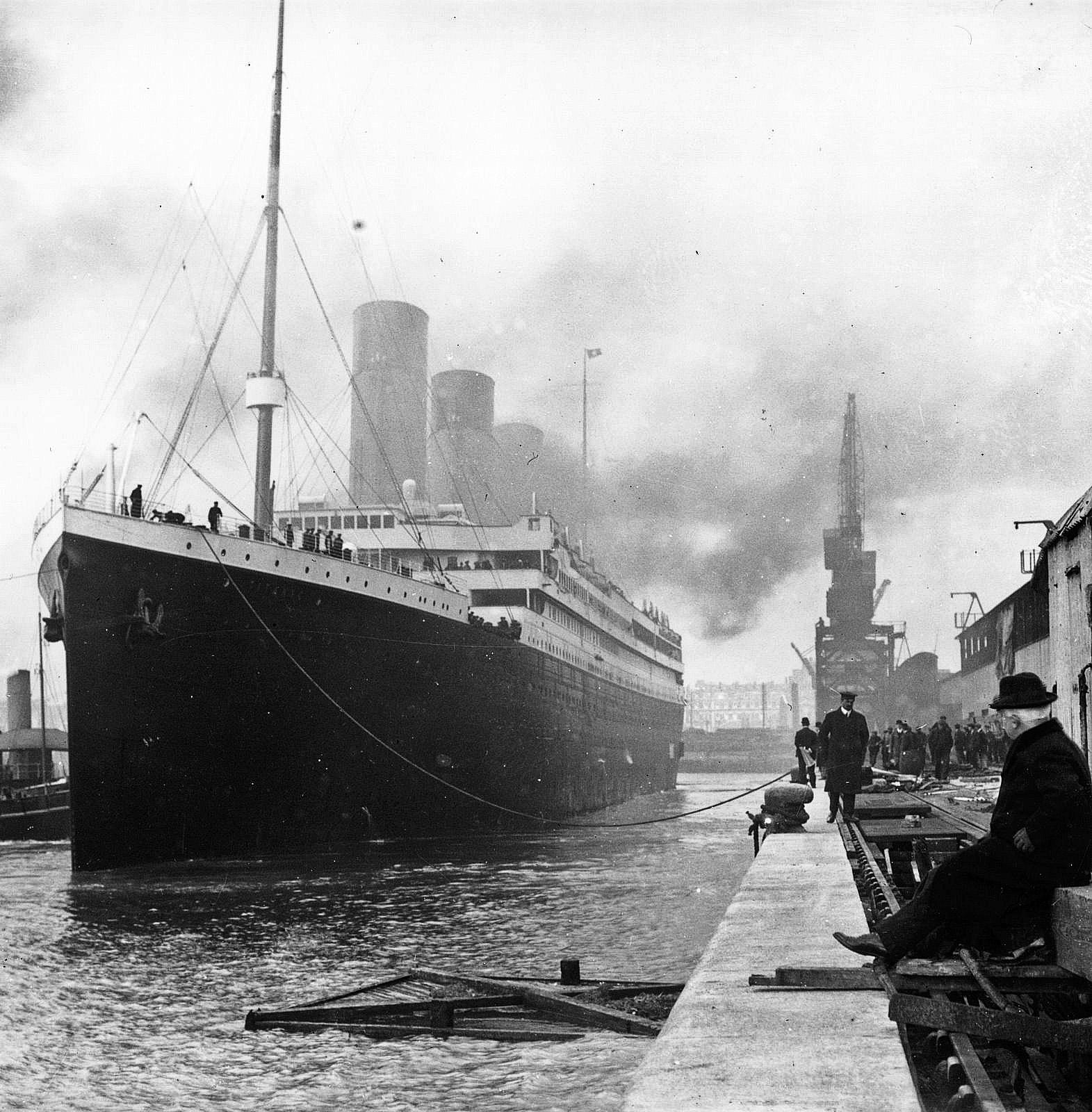
O Titanic deixando o porto de Southampton, 10 de abril de 1912.

O Titanic deixou Belfast em 2 de abril de 1912 às 6h para realizar seus testes marítimos. Andrews estava a bordo ocupado em recepcionar os proprietários e inspetores do navio. Ele escreveu para sua esposa Helen dizendo que os julgamentos da embarcação tinham sido satisfatórios, mas que muito ainda tinha de ser feito. Thompson Hamilton, secretário de Andrews, disse que seu patrão não descansava em nenhum momento. O Titanic chegou em Southampton na noite do dia 3 para o 4 de abril, com Andrews se hospedando em um hotel local. Todas as manhãs ele chegava às 8h30min nos escritórios para ver suas correspondências, em seguida indo para o navio, ficando lá até às 18h30min. Hamilton recorda da agitação a bordo do Titanic, com os tripulantes carregando móveis para todos os lados e verificando todos os sistemas elétricos. Andrews não poupou esforços para garantir que o navio estivesse irrepreensível, também dedicando parte do seu tempo para andar pela embarcação com os proprietários e mantendo-se atento para quaisquer perguntas de última hora que poderiam surgir por parte dos mecânicos, tripulantes, diretores, representantes e terceirizados.
Andrews enviou no dia 7 uma nova carta para sua esposa lhe informando sobre as notícias e a situação do navio. Dois dias depois ele declarou com orgulho que o Titanic estava completo e na posse do certificado de navegabilidade assinado pela Junta Comercial. Em 10 de abril, dia da partida, Andrews foi o primeiro a embarcar às 6h. Ele novamente foi escolhido pela Harland and Wolff para viajar na liderança do chamado "grupo de garantia": nove técnicos dos estaleiros que acompanhariam a embarcação para observar e cuidar de quaisquer problemas que pudessem aparecer. Eles eram formados por um projetista e seu assistente, um aprendiz de eletricista, um aprendiz de carpinteiro, dois capatazes de construção com um aprendiz e um encanador aprendiz. Todos eram jovens com carreiras promissoras, porém nenhum acabaria sobrevivendo ao naufrágio.
Andrews ficou alojado na primeira classe na cabine A36, localizada no lado bombordo do convés A. Essa cabine ficava de frente para a grande escadaria traseira e era bastante espaçosa, contando até com seu próprio banheiro particular (algo raro na época em navios comerciais). O resto do grupo de garantia ficou alojado na segunda classe. Andrews estava ansioso para que tudo estivesse perfeito, realizando uma inspeção total do Titanic antes que os passageiros chegassem. Ele em seguida se despediu de Hamilton, que permaneceu em Southampton. O secretário lembra que a última coisa que Andrews lhe disse foi "Acima de tudo, não esqueça de manter a Sra. Andrews informada de todas as novidades do Titanic".

### Viagem
Enquanto o Titanic deixava o porto de Southampton, as amarras que prendiam o SS New York ao porto se soltaram e ele foi puxado pela sucção das hélices do navio maior. Os rebocadores do porto conseguiram evitar que as duas embarcações colidissem, porém Andrews achou que todo o incidente foi "francamente desagradável". Em seguida ele aproveitou a escala em Cherbourg-Octeville, na França, para enviar uma carta para sua esposa, lhe informando sobre tudo o que havia acontecido e dizendo que a viagem prometia ser agradável. Andrews também elogiou os barcos auxiliares SS Nomadic e SS Traffic, que haviam sido construídos um ano antes com o objetivo de transportar passageiros do porto de Cherbourg para os navios da Classe Olympic.

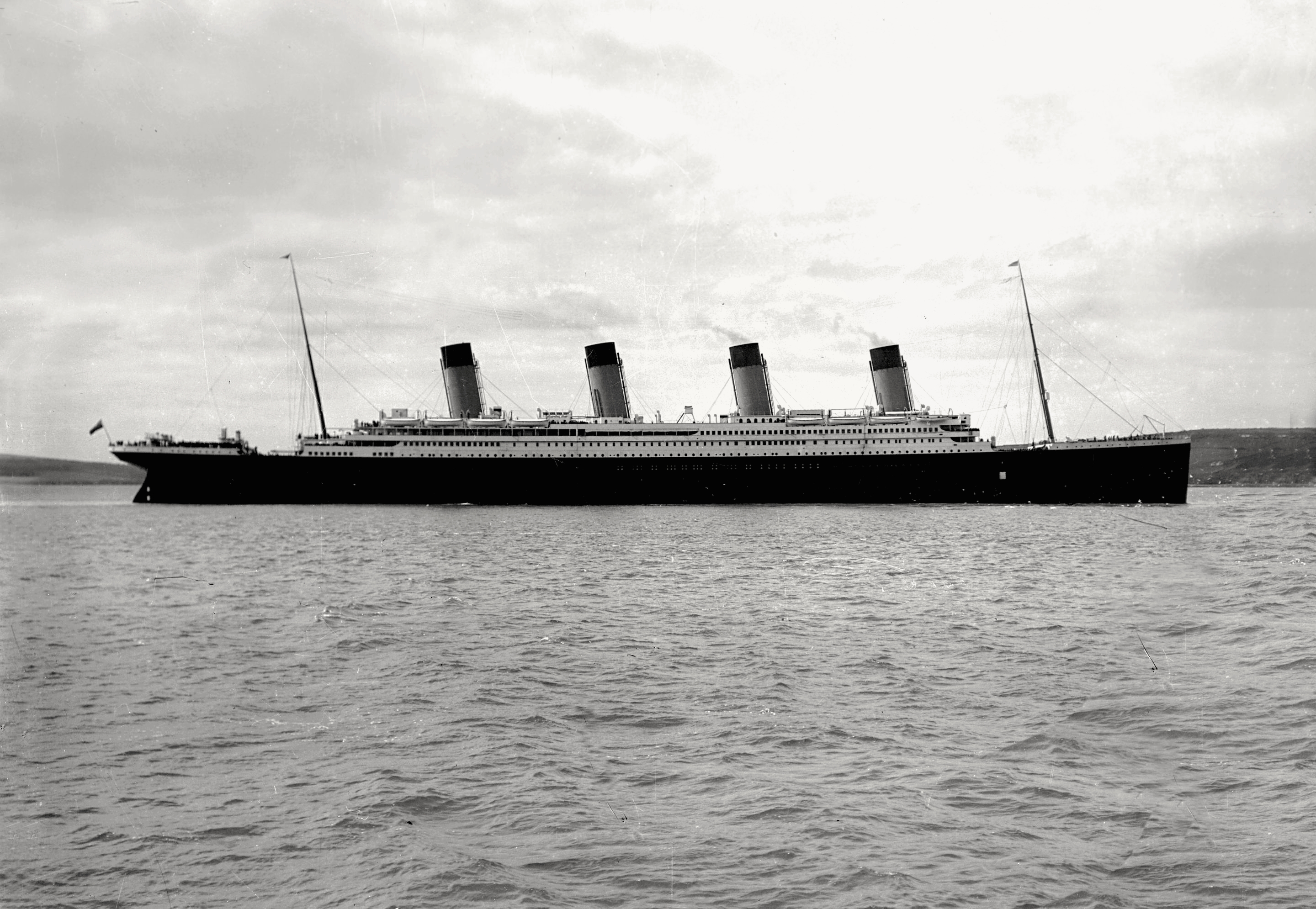
O Titanic passando por Queenstown, Irlanda, em 11 de abril.

Durante a travessia, os membros da equipe de garantia ficaram encarregados de ajudar a tripulação a se familiarizar com o navio e com suas máquinas. Eles também tinham o cuidado de observar todas as possíveis mudanças que podiam ser feitas para melhorar o desempenho da embarcação. Andrews andava por todo o Titanic com seu caderno na mão procurando quaisquer imperfeições. Por exemplo, ele descobriu que uma das mesas de vapor da cozinha do restaurante não estava funcionando corretamente. Em seguida, observou que o gesso usado no convés de passeio era muito escuro e também que por motivos estéticos alguns móveis deveriam ser pintados de verde. Andrews era um detalhista e viu a necessidade de reduzir o número de parafusos nos ganchos das cabines. Por fim, ele percebeu que o salão de leitura destinado às mulheres da primeira classe era pouco utilizado, assim planejou criar no lugar mais duas cabines de passageiros.
Henry Etches foi o comissário que ficou responsável pela cabine de Andrews. Ele já tinha conhecido o engenheiro anteriormente em Belfast e no Olympic. Todas às manhãs às 7h Etches lhe trazia chá e frutas, encontrando-o novamente às 18h45min para ajudá-lo a se vestir para o jantar. O comissário contou que Andrews sempre estava trabalhando antes de ir para as refeições. O engenheiro desfrutava de grande popularidade dentre os passageiros e principalmente com os membros da tripulação do Titanic, tornando-se até confidente de alguns deles, como do primeiro oficial William Murdoch, que lhe falou sobre suas preocupações acerca do oficial chefe Henry Wilde, que no último minuto fora designado para o navio causando mudanças na hierarquia dos oficiais. De acordo com a comissária Mary Sloan, a tripulação sempre pedia aconselhamentos a Andrews quando alguma coisa dava errado. O padeiro chefe Charles Joughin contou que fazia pães especialmente para ele. Em suas memórias, a comissária Violet Jessop afirmou que Andrews era a única pessoa que realmente ouvia os pedidos da tripulação por melhoramentos em seus alojamentos. Sobreviventes lembram de vê-lo caminhando calmamente pelo convés e corredores com uma expressão cansada, porém satisfeita, sempre parando para alguma conversa. Jessop também escreveu que Andrews sentia falta de sua casa na Irlanda e ansiava retornar logo para um merecido descanso. Sloan também percebeu a saudade que ele sentia de casa; ela contou que certas vezes entre alguma risada, Andrews assumia um olhar grave e parecia estar perdido em suas recordações da Irlanda. A comissária também disse ter passado por ele na noite do dia 12 de abril na Grande Escadaria no caminho do jantar, parando para conversar com o engenheiro. Andrews novamente parecia estar triste, cansado e com saudades de casa, comentando que a única coisa que não gostava no Titanic era que a cada hora ele estava um pouco mais distante da família.
Andrews parecia estar melhor no domingo, dia 14 de abril. Ele jantou naquela noite com o dr. William O'Loughlin, com o qual tinha criado o hábito de comer junto, e Albert e Vera Dick, um casal de canadenses da primeira classe com quem tinha feito amizade. Eles disseram que Andrews passou a refeição falando sobre sua casa, esposa e filha, mas que também estava muito orgulhoso de seu navio. Estava de bom humor e até mesmo disse que o Titanic era tão perfeito quanto o cérebro humano poderia imaginar. Ele foi visitar o padeiro Joughin depois do jantar para lhe agradecer pelos pães. Em seguida voltou para sua cabine, onde ficou em sua mesa se aprofundando nas plantas da embarcação e revendo suas anotações daquele dia. Andrews permaneceu trabalhando até o momento da colisão.

### Naufrágio

#### Colisão
O Titanic colidiu contra um iceberg às 23h40min de 14 de abril. Não se sabe se Andrews sentiu a vibração do impacto, porém ele ficou em sua cabine até que alguém bateu à sua porta lhe informando que o capitão Edward Smith exigia sua presença imediata na ponte de comando. O comandante lhe contou sobre o ocorrido e os dois foram rapidamente até o convés G para inspecionar os danos, descobrindo com horror que a água tinha inundado completamente a sala dos correios. Naquela altura, cinco compartimentos estavam inundados e Andrews logo percebeu que o Titanic estava condenado. Eles voltaram para os conveses superiores a fim de não criar pânico nos passageiros. De volta na ponte, Andrews realizou um rápido cálculo mental e informou Smith que o navio iria afundar, aconselhando o lançamento imediato dos botes salva vidas. Sua estimativa era que a embarcação afundaria completamente em aproximadamente uma hora.

#### Evacuação

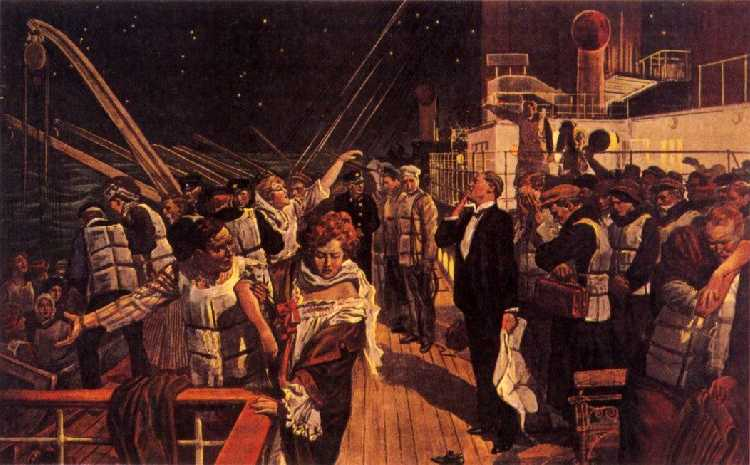
Andrews participou ativamente das operações de evacuação do Titanic.

Andrews percorreu incansavelmente os corredores do Titanic durante o naufrágio para garantir que ninguém tinha ficado em sua cabine e que todos os passageiros colocassem um colete salva vidas e fossem para o convés dos botes o mais rápido possível. Por isso, é possível traçar com certa exatidão suas últimas horas. A passageira de primeira classe Eleanor Cassebeer lembra de tê-lo encontrado enquanto voltava da proa, onde tinha visto o gelo derrubado pelo iceberg, com ele dizendo que não havia nada para se preocupar. Ele deu o mesmo discurso alguns minutos depois para o comissário James Johnson enquanto descia junto com o capitão para o convés G. Apesar do ar reconfortante, testemunhas dizem que Andrews parecia não acreditar em suas próprias palavras. Em seguida foi Sloan que viu o engenheiro; já tendo passado pelo convés G, ele contou que a situação era grave, mas que a notícia não deveria ser espalhada para não causar pânico. Andrews a encorajou a colocar seu colete salva vidas e ir para o convés a fim de dar o exemplo.
Algum tempo depois ele escoltou Albert e Vera Dick para o bote salva vidas nº 3, logo depois imediatamente voltando para os corredores do Titanic. Uma comissária afirmou tê-lo visto batendo nas portas das cabines para acordar os ocupantes e persuadi-los a sair. Andrews se virou e pediu que ela se assegurasse que os passageiros fossem levados para o convés dos botes. Ele então ordenou que boias fossem distribuídas e que cobertores fossem colocados nos botes. O comissário Edneser Edward Wheelton também disse ter visto o engenheiro vasculhando as cabines em busca de passageiros retardatários. Andrews voltou para o convés e encontrou Cassebeer novamente; ele pegou seu braço e a levou para um dos botes sem nem perguntar a opinião dela. O engenheiro voltou para os corredores, onde um passageiro lembra de tê-lo visto junto com Joseph Bruce Ismay tentando levar outras mulheres para os botes. Os dois homens estavam tendo dificuldades porque as mulheres não queriam ser separadas de seus maridos. Andrews também de alguma forma conseguiu descer até a casa de máquinas para tentar incentivar os trabalhadores a manterem as luzes do Titanic funcionando. Ele auxiliou os homens e oficiais que trabalhavam no lançamento dos botes em todas as vezes que esteve no convés, dando instruções sobre a melhor maneira de preenchê-los e operar os turcos.

#### Morte

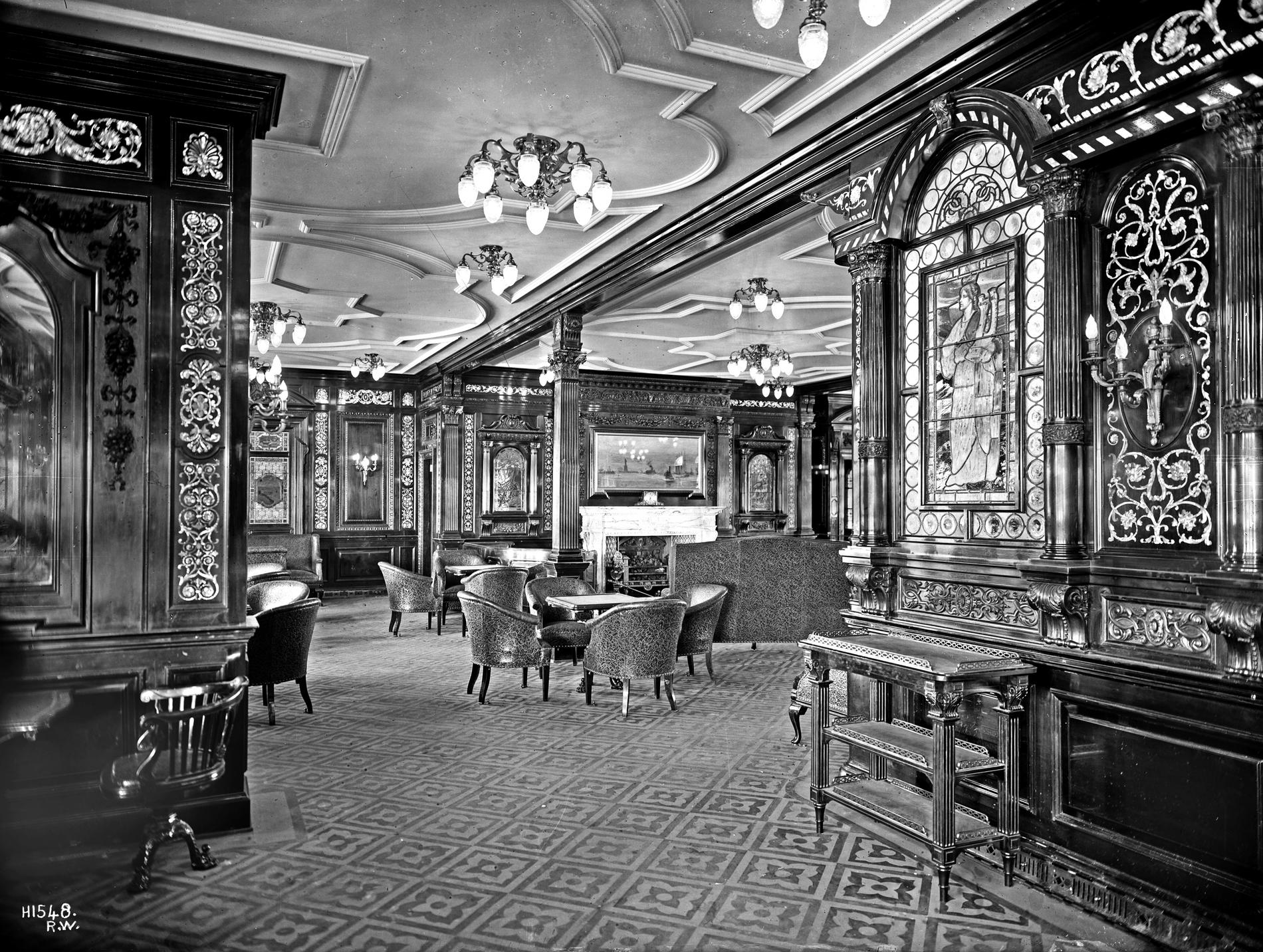
A sala de fumar da primeira classe, onde Andrews foi visto pela última vez.

Andrews estava de volta no convés dos botes às 2h do dia 15 de abril. A multidão já estava em pânico, porém ainda havia mulheres hesitando em entrar nos últimos botes. Para ser ouvido e chamar a atenção para si mesmo, ele agitou os braços e anunciou em voz alta: "Senhoras, vocês devem embarcar agora. Não há tempo a perder. Vocês não podem escolher seu bote. Não hesitem. Vão, vão!". Andrews viu Sloan próxima de um dos botes (provavelmente o nº 16), perguntando porque ela ainda estava ali. A comissária disse que "Todos os meus amigos estão ficando para trás. Seria errado ir", com ele respondendo que "Seria errado você não ir. Você deve embarcar". Sloan cedeu e o engenheiro a colocou em um dos botes. Andrews foi visto quinze minutos antes do mergulho final do Titanic indo para a ponte de comando com um colete salva vidas na mão, possivelmente procurando o capitão.
Andrews foi visto pela última vez às 2h10min (dez minutos antes do Titanic afundar completamente) na sala de fumar da primeira classe, aparentemente em estado de choque. O engenheiro supostamente estava de frente para a lareira olhando a pintura Arrival at Plymouth Harbour de Norman Wilkinson, com seu colete salva vidas estando depositado em uma mesa ao lado. Andrews acabou morrendo no naufrágio aos 39 anos de idade, com seu corpo nunca tendo sido encontrado.

## Vida pessoal

### Casamento

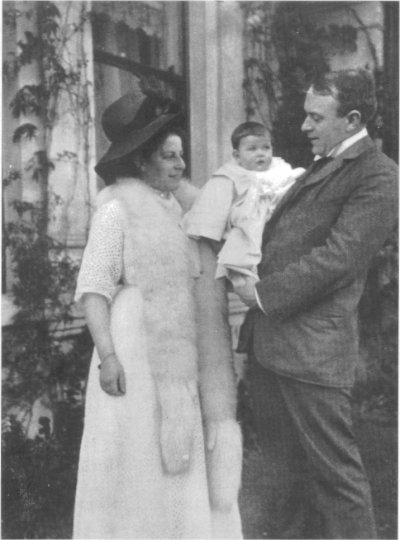
Andrews com sua esposa Helen e sua filha Elizabeth em 1910.

Andrews se casou em 24 de junho de 1908 com Helen Reilly Barbour, filha mais nova de John Barbour Doherty e Elizabeth Law. Helen tinha nascido em 10 de abril de 1881 em Warwick, Inglaterra. Como a família de Andrews, o pai de Helen dirigia uma empresa especializada na produção de panos de linho chamada de Barbour & Sons no condado de Antrim, Irlanda.
O casal passou sua lua de mel na Suíça, indo viver em seguida no nº 20 da Avenida Windsor em Belfast, numa casa construída pelo próprio Andrews, chamada Casa Dunallan. O local posteriormente virou sede da Associação Norte-Irlandesa de Futebol, com uma placa azul comemorativa tendo sido instalada na fachada noventa anos depois do naufrágio do Titanic por John Andrews, sobrinho de Thomas Andrews, para indicar que o engenheiro tinha vivido ali.
Helen Andrews deu à luz sua primeira filha em 27 de novembro de 1910. Ela foi chamada de Elizabeth Law Barbour Andrews, porém seu pai a apelidou de "Elba" por causa de suas iniciais. Algumas semanas antes do nascimento de Elba, Andrews levou a esposa para passear pelos estaleiros da Harland and Wolff durante a noite a fim de observar o cometa Halley.

### Pós-naufrágio
James Montgomery, primo da família em Nova Iorque, enviou um telegrama ao pai de Andrews em 19 de abril de 1912 informando que tinha conseguido falar com alguns sobreviventes do Titanic: "Entrevistei os oficiais do Titanic. Todos unânimes em Andrews heroico até a morte, pensando apenas na segurança dos outros". A mensagem foi lida na presença de toda a família em Belfast. Helen Andrews recebeu várias cartas de condolências, incluindo uma de Ismay em maio de 1912:
| “ | 30 James Street, Liverpool, 31 de maio de 1912. Prezada Sra. Andrews, Perdoe-me por me intrometer em seu luto, porém sinto que tenho de lhe escrever uma carta para expressar minha mais profunda e sincera simpatia com você na terrível perda que sofreu. É impossível para mim expressar em palavras tudo que sinto, ou lhe fazer perceber o quanto sinto muito por você, ou como meu coração está contigo. Eu conhecia seu marido há muitos anos, tinha o maior respeito por ele e o via como um verdadeiro amigo. Ninguém que teve o prazer de conhecê-lo não poderia perceber e apreciar suas inúmeras qualidades e sua falta será sentida profundamente em sua profissão. Ninguém fez mais para a White Star Line, ou foi mais fiel aos seus interesses que seu bom marido, e eu sempre tive a maior confiança em seus julgamentos. Se nós sentimos a falta dele e sentimos sua perda tão profundamente, não consigo imaginar quais são os seus sentimentos. Palavras em tais momentos são inúteis, porém não podia deixar de lhe escrever para dizer como sinto muitíssimo em sua dor e luto. Atenciosamente, Bruce Ismay | ” |

Andrews deixou uma herança de 10.615 libras esterlinas e 11 xelins para sua esposa e filha, uma quantia considerável para a época.
Helen Andrews se casou novamente em 8 de fevereiro de 1917 com Henry Pierson Harland, com quem teve quatro filhos: Albert, Evelyn, Louisa e Ethel Vera. Pierson também tinha trabalhado como aprendiz na Harland and Wolff em 1893, na mesma época que Thomas Andrews. Helen morreu em 22 de agosto de 1966, não muito longe da Casa Dunallan. Elizabeth Andrews era muito nova na época do naufrágio do Titanic e assim nunca formou memórias de seu pai. Ela nunca se casou, porém se tornou a primeira mulher da Irlanda do Norte a conseguir uma licença de piloto. Elizabeth participou do esforço de guerra na Segunda Guerra Mundial, em seguida indo trabalhar com girafas no Quênia. Ela voltou para a Irlanda em 1973, morrendo pouco depois no dia 1 de novembro, em um acidente de carro.

## Legado

### Homenagens
Andrews foi considerado um dos grandes heróis do naufrágio do Titanic desde que os primeiros relatos sobre o desastre começaram a aparecer. A equipe do North Down Cricket Club entrou de luto poucos dias após a confirmação que Andrews tinha desaparecido no naufrágio. Os jogadores se reuniram na sede do clube em 20 de abril de 1912 para escrever uma carta de condolências para o pai de Andrews. Ainda em 1912, o escritor Shan Bullock publicou uma biografia do engenheiro chamada de Thomas Andrews Shipbuilder. O livro atualmente está em domínio público.
A família Andrews decidiu construir um memorial para Thomas em Comber, sua cidade natal. A construção começou em 1914 e foi financiada em parte por meio de doações dos trabalhadores da Harland and Wolff. O Thomas Andrews Memorial Hall foi inaugurado em um evento em fevereiro de 1915 com a presença de Helen e Elizabeth Andrews, com a primeira realizando um discurso de agradecimento. Hoje o Memorial Hall se transformou em uma escola primária. Outro memorial foi inaugurado anos mais tarde em 26 de junho de 1920, na cidade de Belfast. Ele foi erguido em homenagem às 22 pessoas de Belfast que morreram no naufrágio, bem como Andrews e os outros membros do grupo de garantia que o acompanhavam. O memorial foi transferido em 1959 para os jardins da prefeitura municipal.

### Cinema

O ator Victor Garber interpretando Andrews no filme Titanic de 1997.

Andrews já apareceu em alguns filmes sobre o naufrágio do Titanic. Entretanto, ele esteve ausente nas primeiras obras, como os alemães In Nacht und Eis de 1912 e Titanic de 1943, e o norte-americano Titanic de 1953. Sua primeira aparição foi em A Night to Remember de 1958, onde foi interpretado pelo ator Michael Goodliffe. O filme foi uma adaptação do livro homônimo escrito por Walter Lord e tem várias passagens bem fiéis à realidade, como Andrews repetidas vezes incentivando os passageiros a embarcarem nos botes. Já no telefilme S.O.S. Titanic de 1979, ele foi interpretado por Geoffrey Whitehead. O filme mostra o engenheiro conversando calmamente com passageiros e tripulantes, além de ajudar na evacuação do navio.
O personagem de Andrews aparece proeminentemente no filme Titanic de 1997, onde foi interpretado por Victor Garber. O engenheiro é mostrado pela primeira vez comendo junto com outros personagens, dentre eles Ismay, com quem conversa sobre os méritos da construção do navio. Andrews janta na mesma mesa dos personagens principais e também realiza um tour pelo Titanic, informando a protagonista Rose DeWitt Bukater que não havia botes salva vidas para todos a bordo por motivos estéticos, porém que o navio era totalmente seguro. Durante a cena da colisão com o iceberg ele é visto trabalhando e sentindo o tremor do impacto, sendo também mostrado contando aos oficiais sobre o destino do Titanic. Andrews durante o naufrágio é mostrado procurando e incentivando passageiros a embarcarem nos botes, criticando o segundo oficial Charles Lightoller por lançá-los sem a capacidade completa. Ele é visto pela última vez na sala de fumar da primeira classe, olhando para a pintura Arrival at Plymouth Harbour e ajustando um relógio. Andrews encontra Rose e se desculpa pelo navio não ter sido forte o bastante.